# لوكا ستيبانشيتش
لوكا ستيبانشيتش (بالكرواتية: Luka Stepančić) مواليد 20 نوفمبر 1990 في بولا، هو لاعب كرة يد كرواتي يلعب كظهير أيمن. يلعب حاليا مع نادي باريس سان جيرمان لكرة اليد ويحمل الرقم 7. مثل منتخب كرواتيا لكرة اليد. شارك في دورة الألعاب الأولمبية الصيفية سنة 2016. حقق المركز الثالث في بطولة العالم لكرة اليد للرجال 2013.

## سجل المنافسة
شارك في البطولات التالية:
- بطولة العالم لكرة اليد للرجال 2015
- الألعاب الأولمبية الصيفية 2016

## الإنجازات
- الدوري الكرواتي لكرة اليد: 2007-08، 2008–09، 2009–10، 2010–11، 2011–12، 2012–13، 2013–14، 2014–15، 2015–16
- دوري الجنوب الشرقي لكرة اليد: 2012-13

## روابط خارجية
- لوكا ستيبانشيتش على موقع الاتحاد الأوروبي لكرة اليد (الإنجليزية)
- لوكا ستيبانشيتش على موقع أوليمبيديا (الإنجليزية)